# A Quick One
A Quick One è il secondo album in studio del gruppo rock inglese The Who, pubblicato nel 1966 dalla Reaction Records; negli Stati Uniti venne pubblicato nel 1967 con il titolo Happy Jack dalla Decca Records.
Raggiunse la quarta posizione nella classifica del Regno Unito; la rivista Rolling Stone lo ha inserito nel 2012 al 384º posto della lista dei 500 migliori album di tutti i tempi.

## Storia
Diversamente dagli altri album del gruppo, precedenti e futuri, in questo i brani sono scritti da tutti e quattro i membri in quanto, tramite il manager Chris Stamp, il gruppo aveva firmato un nuovo contratto che, a fronte di un anticipo di 500 £ per ciascuno, imponeva che per il nuovo album tutti i membri avrebbero dovuto collaborare alla scrittura dei brani.
L'album venne pubblicato dalla Reaction Records il 3 dicembre 1966 e raggiunse il quarto posto nella classifica del Regno Unito; negli Stati Uniti la Decca Records ebbe delle obiezioni relative al gioco di parole del titolo che avrebbe potuto avere riferimenti sessuali e pertanto l'album venne pubblicato con il titplo "Happy Jack", anche per sfruttare il richiamo al singolo omonimo che aveva raggiunto un certo successo negli USA arrivando al 51º posto in classifica (per tale ragione il brano venne anche inserito nell'album al posto di Heatwave).
Nello stesso periodo, in alcuni paesi europei e in Sudafrica, venne pubblicato l'album The Who (intitolato in Giappone, I'm a Boy) che conteneva otto delle dieci tracce di A Quick One, con l'aggiunta di due brani provenienti dell'EP del 1965, Ready Steady Who, e due provenienti dal singolo I'm a Boy/In the City del 1966.
Il disco è anche il primo tentativo del gruppo di realizzare un'opera rock, con il pezzo A Quick One While He's Away, suite della durata di oltre nove minuti, che tratta di una storia di infedeltà e della successiva riconciliazione.
La registrazione fu realizzata nel 1966, presso gli IBC Studios, Pye Studios e Regent Sound di Londra, con Kit Lambert come produttore.

## Copertina
La copertina venne realizzata da Alan Aldridge, esponente della corrente pop art; raffigura i quattro membri del gruppo ciascuno impegnato a suonare il proprio strumento e con i titoli di alcune canzoni dell'album che si sprigionano dagli strumenti in forma di fumetti: Cobwebs and Strange da Moon, Whiskey Man da Entwistle, See My Way da Daltrey e A Quick One, While He's Away da Townshend. Sul retro la versione britannica è nera con il titolo e l'elenco delle canzoni in alto e una foto dei quattro membri con la scritta "The W H O" sovra-impressa sulle loro facce; il retro della versione americana è in bianco e nero con un collage di foto dei membri con una breve descrizione della personalità di ognuno di loro oltre alla lista dei pezzi

## Tracce
- Tutti i pezzi sono di Pete Townshend eccetto ove indicato

### Versione originale UK
| Lato A 1. Run, Run, Run - 2:43 2. Boris the Spider (Entwistle) - 2:29 3. I Need You (Moon) - 2:25 4. Whiskey Man (Entwistle) - 2:57 5. (Love is Like a) Heat Wave (Holland/Dozier/Holland) - 1:57 6. Cobwebs and Strange (Moon) - 2:31 Lato B 1. Don't Look Away - 2:54 2. See My Way (Daltrey) - 1:53 3. So Sad About Us - 3:04 4. A Quick One, While He's Away - 9:10 | Bonus track versione rimasterizzata su CD del 1995 1. Batman (Neal Hefti) (tema della serie tv Batman) - 1:37 2. Bucket T (Atrield/Christian/Torrence) - 2:12 3. Barbara Ann (Fred Fassert) - 1:59 4. Disguises - 3:10 5. Doctor, Doctor (Entwistle) - 2:59 6. I've Been Away (Entwistle) - 2:08 7. In The City (Moon/Entwistle) - 2:21 8. Happy Jack (versione acustica) - 2:55 9. Man With Money (Don Everly/Phil Everly) - 2:45 10. My Generation / Land of Hope and Glory (Townshend/Elgar) - 2:05 |

### Versione originale USA intitolataHappy Jack
1. Run, Run, Run
2. Boris the Spider (Entwistle)
3. I Need You (Moon)
4. Whiskey Man (Entwistle)
5. Cobwebs and Strange (Moon)
6. Happy Jack
7. Don't Look Away
8. See My Way (Daltrey)
9. So Sad About Us
10. A Quick One While He's Away

### Versione "Jigsaw Puzzle"
Una prima versione dell'album, che non fu poi pubblicata, era intitolata Jigsaw Puzzle e comprendeva i seguenti pezzi:
1. I'm a Boy (Versione lenta, pubblicata su Meaty Beaty Big and Bouncy) – 3:41
2. Run Run Run – 2:44
3. Don't Look Away – 2:55
4. Circles (Version 2) – 2:27
5. I Need You – 2:25
6. Cobwebs and Strange – 2:32
7. In the City – 2:21
8. Boris the Spider – 2:29
9. Whiskey Man – 3:00
10. See My Way – 3:04
11. Heat Wave – 1:57
12. Barbara Ann – 2:00

## Formazione
- Roger Daltrey - voce (tutti i brani tranne A2 e A4), trombone (brano: A6)
- Pete Townshend - chitarra, voce (brano: A5, B4), tin whistle (brano: A6)
- John Entwistle - basso, tastiere, voce (brani: A2, A4, B4), corno francese e tromba (brano: A6)
- Keith Moon - batteria, percussioni, voce (brano: A3), tuba (brano: A6)